# Kinas Billie Jean King Cup-lag
Kinas Billie Jean King Cup-lag representerar Kina i tennisturneringen Billie Jean King Cup, och kontrolleras av Kinas tennisförbund.

## Historik
Kina deltog första gången 1981.